# Biografielijst Eq

## Equ

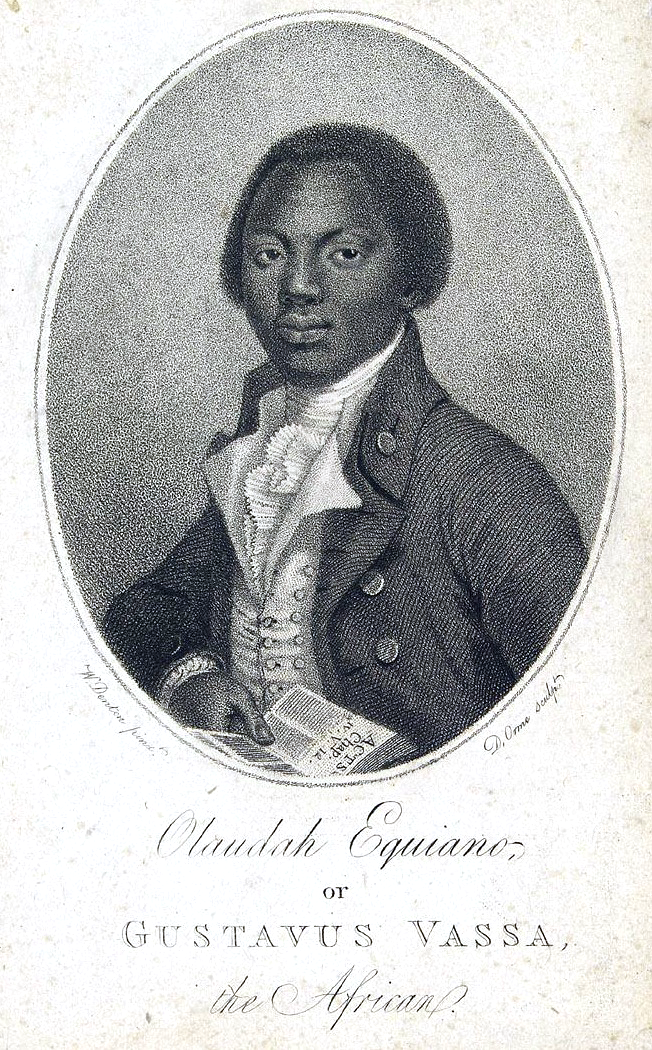
Olaudah Equiano

- Abel Eppens tho Equart (1534-circa 1590), Nederlandse eigenerfde boer en kroniekschrijver
- Olaudah Equiano (ca. 1745-1797), koopman en schrijver van Afrikaanse afkomst
- Sandra Equihua (1976), Mexicaans animatrice en schilderes